# Rusty Rivets
Rusty Rivets è una serie televisiva animata canadese CGI prodotta da Arc Productions e Spin Master Entertainment per Treehouse TV e Nickelodeon. Ispirato da elementi della cultura dei maker, segue le avventure di un giovane inventore di nome Rusty e del suo team di robot personalizzati.
La prima stagione è stata l'ultimo progetto animato di Arc Productions prima che fosse assorbito da Jam Filled Toronto ad agosto 2016. Il 24 maggio 2017, è stato rinnovato per una seconda stagione.

## Trama
Un ragazzo di nome Rusty Rivets usa la sua conoscenza dell'ingegneria per riutilizzare parti di macchine e creare gadget. Vive in città di Sparkton Hills insieme alla sua amica Ruby Ramirez, un tirannosauride robotico di nome Robosauro o Botosauro (Botasaur nell'originale) e un gruppo di robot più piccoli conosciuti come Bits. Lo spettacolo mette in evidenza una varietà di concetti relativi alla scienza e alla tecnologia di base.

## Personaggi

### Personaggi principali
Ruston "Rusty" Rivets VIII
Rusty Rivets (doppiato in originale da Kyle Harrison Breitkopf e in italiano da Gabriele Caprio nella prima stagione e Stefano Broccoletti nella seconda stagione) è un bambino ingegnere. Ha il suo laboratorio mobile, che ha sede in un cantiere di riciclaggio. È il pronipote di Ruston Rivets IV, e il migliore amico di Ruby.
Ruby Ramirez
Ruby Ramirez (doppiata in originale da Ava Preston e da Vittoria Bartolomei in italiano) è la migliore amica di Rusty. Normalmente trasporta un tablet che usa per chiamare i bits in azione.

### Personaggi secondari
Ray
Ray è un piccolo robot di colore rosso, membro dei bits con un solo occhio che funziona come una torcia elettrica.

### Sigla italiana
La sigla italiana è cantata dai Raggi Fotonici su testo di Valerio Gallo Curcio

## Episodi

### Stagione 1
| Numero originale | Numero italiano | Titolo originale                  | Titolo italiano                               | Prima TV Canada   | Prima TV Italia |
| ---------------- | --------------- | --------------------------------- | --------------------------------------------- | ----------------- | --------------- |
| 1a               | 1               | "Rusty's Rex Rescue"              | "Rusty Salva il Dinosauro"                    | 8 novembre 2016   | 23 gennaio 2017 |
| 1b               | 1               | "Rusty's Park N' Fly"             | "Rusty in Volo"                               | 8 novembre 2016   | 23 gennaio 2017 |
| 2a               | 2               | "Rusty Digs In"                   | "Rusty Scava"                                 | 9 novembre 2016   |                 |
| 2b               | 2               | "Rusty's Brave Cave Save"         | "Rusty e la Missione nella Grotta Coraggiosa" | 9 novembre 2016   |                 |
| 3a               | 3               | "Rusty Dives In"                  | "Rusty sott'acqua"                            | 10 novembre 2016  |                 |
| 3b               | 3               | "Rusty's Big Top Trouble"         | "Rusty e il circo"                            | 10 novembre 2016  |                 |
| 4a               | 4               | "Rusty Marks the Spot"            | "Rusty e la mappa del tesoro"                 | 11 novembre 2016  |                 |
| 4b               | 4               | "Rusty's Bits on the Fritz"       | "Rusty e i Bits in Tilt"                      | 11 novembre 2016  |                 |
| 5a               | 5               | "Rusty's Bit in the Woods"        | "Rusty alla Ricerca di Crush"                 | 15 novembre 2016  |                 |
| 5b               | 5               | "Rusty's Stuffy Toughy"           | "Rusty e il Super Ragno"                      | 15 novembre 2016  |                 |
| 6a               | 6               | "Rusty Goes Bananas"              | "Rusty all'inseguimento delle scimmie"        | 17 novembre 2016  |                 |
| 6b               | 6               | "Rusty's Night Lights"            | "Rusty e il volo notturno"                    | 17 novembre 2016  |                 |
| 7a               | 7               | "Rusty's Ski Trip Blip"           | "Rusty e l'Incidente in Montagna"             | 9 dicembre 2016   |                 |
| 7b               | 7               | "Rusty and the Camp Bandit"       | "Rusty e il Ladruncolo del Campeggio"         | 9 dicembre 2016   |                 |
| 8a               | 8               | "Ruby Rocks"                      | "Ruby si Esibisce"                            | 10 gennaio 2017   |                 |
| 8b               | 8               | "Rusty's Balloon Blast"           | "Rusty e lo Scoppio dei Palloncini"           | 10 gennaio 2017   |                 |
| 9a               | 9               | "Rusty's Nest Friend Forever"     | "Rusty e il Nido"                             | 12 gennaio 2017   |                 |
| 9b               | 9               | "Rusty's Flingbot"                | "Rusty e il Flingbot"                         | 12 gennaio 2017   |                 |
| 10a              | 10              | "Rusty's Penguin Problem"         | "Rusty e il Problema dei Pinguini"            | 21 febbraio 2017  |                 |
| 10b              | 10              | "Rusty's Sand Castle Hassle"      | "Rusty e il Castello di Sabbia"               | 21 febbraio 2017  |                 |
| 11a              | 11              | "Rusty's Space Bit"               | "Rusty e il Bit Spaziale"                     | 23 febbraio 2017  |                 |
| 11b              | 11              | "Rusty and the Sneezing Fish"     | "Rusty e il Pesce Raffreddato"                | 23 febbraio 2017  |                 |
| 12a              | 12              | "Rusty's Water Works"             | "Rusty e la Bomba d'acqua"                    | 10 marzo 2017     |                 |
| 12b              | 12              | "Rusty's Rubbish Race"            | "Rusty e la Gara dei Rifiuti"                 | 10 marzo 2017     |                 |
| 13a              | 13              | "Rusty In Liam Land"              | "Rusty a Liam Land"                           | 18 aprile 2017    |                 |
| 13b              | 13              | "Rusty the Vacuum Kid"            | "rusty e l'aspiratore matto                   | 18 aprile 2017    |                 |
| 14a              | 14              | "Rusty and Captain Scoops"        | "Rusty e Capitan Cono"                        | 20 aprile 2017    |                 |
| 14b              | 14              | "Rusty's Creature Catcher"        | "Rusty e il mostro rumoroso"                  | 20 aprile 2017    |                 |
| 15a              | 15              | "Rusty Learns to Skate"           | "Rusty impara a pattinare"                    | 15 dicembre 2017  |                 |
| 15b              | 15              | "Rusty's Rustic Adventure"        | "Rusty si perde nel bosco"                    | 15 dicembre 2017  |                 |
| 16a              | 16              | "Rusty and the Mechanical Animal" | "Rusty e l'animale meccanico"                 | 12 maggio 2017    |                 |
| 16b              | 16              | "Rusty's Spaceship"               | "Rusty e la nave spaziale"                    | 12 maggio 2017    |                 |
| 17a              | 17              | "Rusty and the Bit Police"        | "Rusty e i Bits Poliziotti"                   | 9 maggio 2017     |                 |
| 17b              | 17              | "Rusty's Jam at the Dam"          | "Rusty e la diga"                             | 9 maggio 2017     |                 |
| 18a              | 18              | "Rusty's Bota-Fort"               | "Rusty e la Fuga di Robosauro"                | 1 agosto 2017     |                 |
| 18b              | 18              | "Rusty's Bull-Dozer"              | "Rusty e Bull-Dozer"                          | 1 agosto 2017     |                 |
| 19b              | 19              | "Rusty's Running Car"             | "Rusty e l'auto con le gambe"                 | 17 ottobre 2017   |                 |
| 19a              | 19              | "Rusty's Alien Invasion"          | "Rusty e l'invasione aliena"                  | 17 ottobre 2017   |                 |
| 20a              | 20              | "Rusty Feels Peachy"              | "Rusty e le dolci ricette con le pesche"      | 3 agosto 2017     |                 |
| 20b              | 20              | "Rusty's Monkey Mayhem"           | "Rusty e lo spettacolo delle scimmie"         | 3 agosto 2017     |                 |
| 21a              | 21              | "Rusty's Pet Project"             | "Rusty e la Mega Batteria"                    | 12 settembre 2017 |                 |
| 21b              | 21              | "Rusty Gets Stuck"                | "Rusty incollato"                             | 12 settembre 2017 |                 |
| 22a              | 22              | "Rusty's Mysterious Mystery"      | "Rusty e il mistero misterioso"               | 14 settembre 2017 |                 |
| 22b              | 22              | "Rusty's Yard-Cade Game"          | "Rusty e il cortile-giochi"                   | 14 settembre 2017 |                 |
| 23a              | 23              | "Rusty's Spooky Adventure"        | "Rusty e l'avventura spaventosa"              | 19 ottobre 2017   |                 |
| 23b              | 23              | "Rusty Loses the Bits"            | "Rusty alla Ricerca dei Bits"                 | 19 ottobre 2017   |                 |
| 24a              | 24              | "Rusty's Dancing Suit"            | "Rusty e il vestito da ballo"                 | 31 ottobre 2017   |                 |
| 24b              | 24              | "Rusty Bee Good"                  | "Rusty e le api"                              | 31 ottobre 2017   |                 |
| 25a              | 25              | "Rusty's Plant Perdicament"       | "Rusty e la pianta puzzolente"                | 2 novembre 2017   |                 |
| 25b              | 25              | "Rusty's Beach Day Delay"         | "Rusty e lunga strada verso la spiaggia"      | 2 novembre 2017   |                 |
| 26a              | 26              | "Rusty's Kitty Catastrophe"       | "Rusty e il robo-gatto"                       | 22 novembre 2017  |                 |
| 26b              | 26              | "Robo Rusty"                      | "Robo Rusty"                                  | 22 novembre 2017  |                 |

### Stagione 2
| Numero originale | Numero italiano | Titolo originale             | Titolo italiano | Prima TV Canada | Prima TV Italia |
| ---------------- | --------------- | ---------------------------- | --------------- | --------------- | --------------- |
| 27a              | 27              | "Ruby's Comet Adventure"     | inedito         | 9 gennaio 2018  |                 |
| 27b              | 27              | "Rusty's Messy Mishap"       | inedito         | 9 gennaio 2018  |                 |
| 28               | 28              | "Rusty's Mobile Rivet Lab"   | inedito         | 11 gennaio 2018 |                 |
| 29a              | 29              | "Rusty's Piggy Bank Heist"   | inedito         | 23 gennaio 2018 |                 |
| 29b              | 29              | "Rusty's Whale of a Problem" | inedito         | 23 gennaio 2018 |                 |
| 30a              | 30              | "Rusty's Monkey Business"    | inedito         | 25 gennaio 2018 |                 |
| 30b              | 30              | "Rusty's Snow Problem"       | inedito         | 25 gennaio 2018 |                 |